# Дриґали
Дриґали (пол. Drygały, нім. Bahnhof Drygallen, 1938-45: Drigelsdorf) — село в Польщі, у гміні Біла Піська Піського повіту Вармінсько-Мазурського воєводства.
Населення — 1474 особи (2011).

## Демографія
Демографічна структура станом на 31 березня 2011 року:
|          | Загалом | Допрацездатний вік | Працездатний вік | Постпрацездатний вік |
| -------- | ------- | ------------------ | ---------------- | -------------------- |
| Чоловіки | 743     | 166                | 509              | 68                   |
| Жінки    | 731     | 137                | 422              | 172                  |
| Разом    | 1474    | 303                | 931              | 240                  |